# جامار تايلور
جامار تايلور (بالإنجليزية: Jamar Taylor)‏ هو لاعب كرة قدم أمريكية أمريكي، ولد في 29 سبتمبر 1990 في سان دييغو في الولايات المتحدة.

## وصلات خارجية
- جامار تايلور على موقع الاتحاد الدولي لألعاب القوى (الإنجليزية)
- جامار تايلور على موقع مرجع كرة القدم المحترفة.كوم (الإنجليزية)